# Myrtenordningen
Myrtenordningen (Myrtales) är en ordning av trikolpater där den är placerad i undergruppen rosider. I nyare klassificeringssystem ingår följande familjer i Myrtales:
- Alzateaceae
- Crypteroniaceae
- Dunörtsväxter (Onagraceae)
- Fackelblomsväxter (Lythraceae)
- Heteropyxidaceae
- Medinillaväxter (Melastomataceae)
- Memecylaceae
- Myrtenväxter (Myrtaceae)
- Oliniaceae
- Penaeaceae
- Psiloxylaceae
- Rhynchocalycaceae
- Tropikmandelväxter (Combretaceae)
- Vochysiaceae

Alternativt kan Memecylaceae ingå i medinillaväxterna.
I det äldre Cronquistsystemet ingick ungefär samma familjer. Skillnaderna är att Vochysiaceae ingick i den äldre ordningen Polygalales och att tibastväxterna (Thymelaeceae) fanns i Myrtales. De ingår numera i Malvales. Tidigare var familjerna Sonneratiaceae, sjönötsväxter (Trapaceae) och granatäppleväxter (Punicaceae) fristående familjer, men de ingår nu i fackelblomsväxterna. Däremot ingick de numera fristående familjerna Psioxylaceae och Heteropyxidaceae i myrtenväxterna och Memecylaceae i medinillaväxterna